# Вонон I (цар Парфії)

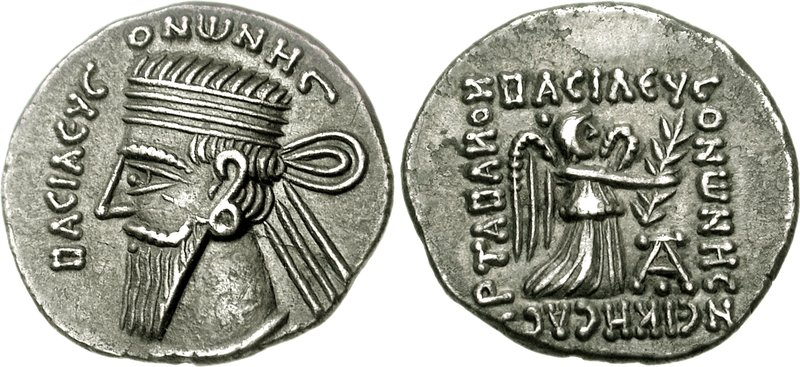
Вонон I

Вонон I — цар Парфії з династії Аршакідів. Правив у 8—12 н. е., цар Вірменії у 12-15 роках.
Вонон був старшим сином Фраата IV, відправленим як почесний заручник у Рим своїм батьком — за повчанням подружжя Фраата IV — Музи, римлянки за походженням.

## Історія
Після повалення Фраата V і його матері та співправительки Музи, парфянська знати передала трон Ороду III, який був також незабаром зміщений — за жорстке правління. Тоді частина парфянської знаті звернулася до Риму, в якому перебували сини Фраата IV, у тому числі Вонон, щоб він був повернутий як новий цар.
Вонон повернувся в Парфію і був коронований царем, але багато представників знаті та просте населення недоброзичливо поставилися до Вонона, вихованому в римських традиціях, і не визнали його царем. Бунтівна знать звернулася з пропозицією прийняти трон до одного з впливових діячів Аршакідського дому — Артабану (майбутньому царю Артабану), царя Атропатени, народженому та вихованому в середовищі кочівників дахів — який був духовно близьким до самих парфян. Це призвело до міжусобної війни в Парфії. У 9 році Вонон I переміг супротивника, який вимушений був переховуватися на півночі у горах. У 11 році Вонон зазнав поразки й втік до Селевкії-на-Тигрі. Але у 12 році Вонон I і його прихильники були переможені.
Вонон утік спочатку до Вірменії, де був визнаний місцевою знаттю царем — взамін династії Арташесідів, яка на той момент обірвалася (від цього моменту часто помилково ведуть початок династії Аршакідів у Вірменії), але Артабан зажадав видачі Вонона — і римський імператор Август, не бажаючи нової війни з Парфією, в 15 році відсторонює Вонона від вірменського трону та відправляє його в Сирію як почесного заручника. Тут він у розкошах мешкав в Антіохії. У 18 році на знак дружби до Парфії Германік наказав колишньому цареві перебратися до м. Помпейополіса (колишні Соли) у Кілікії. У 19 році намагався втекти, був зупинений префектом кінноти Вібієм Фронтоном, а потім вбитий Реммієм, я кий ймовірно був причетний до втечі.